# Marshall Williams
Marshall Williams (n. 31 de julio de 1989) es un actor, modelo y músico canadiense. Es conocido por interpretar a Albert en la película original Disney Channel El chico ideal.

## Primeros años y carrera
Marshall Williams asistió a la Universidad de Manitoba, donde jugó al fútbol con los Bisontes. En su primera temporada en 2007, formó parte del equipo ganador del Campeonato de la Copa Vanier. Ese mismo año, también fue incluido en la Orden de Buffalo Hunt de Premier Gary Doer, en nombre de la provincia de Manitoba, y fue el beneficiario del Premio Trayectoria de Winnipeg.
Williams se mudó a Toronto con el fin de seguir una carrera en el entretenimiento y continuar su educación en la Universidad de Toronto. Poco después de su llegada, firmó con Talent House Toronto y Ford Models. Desde entonces ha sido parte de programas de televisión como Alphas, My Babysitter's a Vampire, Being Erica y High Society. Asimismo fue un concursante en Canadian Idol en 2007 y 2008. Como modelo, ha trabajado con Abercrombie & Fitch, Hollister, Diesel, Mattel y M.A.C. Cosmetics, además de caminar por la pasarela de la Semana de la moda de Toronto y Los Ángeles.
En su más reciente película de televisión, Marshall Williams protagoniza la película de Disney Channel, How to Build a Better Boy (Cómo crear el chico ideal), donde protagonizó a Albert Banks.
En la temporada 6 de la exitosa serie Glee, participó interpretando al quarterback que le da miedo entrar en el equipo por mantener el status que tanto le había costado mantener. Su personaje se llama Spencer Porter.

## Filmografía
| Year | Title                                                 | Role                           | Notes                                      |
| ---- | ----------------------------------------------------- | ------------------------------ | ------------------------------------------ |
| 2005 | Bobby Speaking                                        | Zapatero                       | Película directa a DVD                     |
| 2010 | High Society                                          | Marshall Williams              | Episodio: "Page Sixed" (sin acreditar)     |
| 2010 | Being Erica                                           | Hermano de la Fraternidad      | "Two Wrongs" (Temporada 3, episodio 3)     |
| 2011 | Alphas                                                | Chico de la Escuela Secundaria | Episodio: "Never Let Me Go"                |
| 2011 | Desperately Seeking Santa                             | Modelo masculino               | Película para televisión                   |
| 2012 | Really Me                                             | Estudiante Vaquero             | Episodio: "Cooper Collegiate"              |
| 2012 | Todd and the Book of Pure Evil                        | Boyce                          | Episodio: "B.Y.O.B.O.P.E."                 |
| 2012 | My Babysitter's a Vampire                             | Tad                            | Episodio: "Flushed"                        |
| 2013 | Saving Hope                                           | Justin                         | Episodio: "I Watch Death"                  |
| 2014 | Pete's Christmas                                      | Mike Bronski                   | Película para televisión                   |
| 2014 | How to Build a Better Boy (Como crear el chico ideal) | Albert Banks                   | Protagonista Disney Channel Original Movie |
| 2015 | Headcase                                              | Agente Donegan                 |                                            |
| 2015 | Glee                                                  | Spencer Porter                 | personaje recurrente, serie de TV FOX      |